# NGC 7025
NGC 7025 este o liner situată în constelația Delfinul. A fost descoperită în 17 septembrie 1863 de către Albert Marth.